# Rosa Villacastín Sánchez
Rosa Martín Villacastín (Àvila, 2 de juny de 1947) és una periodista espanyola.

## Biografia
Assenyalar com a dada d'interès que és neta de Francisca Sánchez del Pozo, l'última esposa del poeta nicaragüenc Rubén Darío.
La seva carrera professional comença al Diario Pueblo, on va treballar entre 1970 i 1983 com a periodista especialitzada en crònica parlamentària.
Més tard passaria al Diario Ya i a les revistes Interviú i Panorama. També es començarà a col·laborar en diferents programes de ràdio a Antena 3 Ràdio.
A partir de 1989 comença a interessar-se pels assumptes de l'anomenada premsa rosa, incorporant-se a la redacció de la revista Diez minutos. Quatre anys després dona el salt a televisió de la mà de María Teresa Campos, en convertir-se en una de les col·laboradores habituals del seu programa Pasa la vida a Televisió espanyola, compartint secció amb la també periodista Carme Rigalt.
L'any 1990 va protagonitzar una portada al Diari  Ya que va resultar falsa: un article de Rosa Villacastín assegurava que Amparo Muñoz era a la vora de la mort degut a ser portadora del virus de la Sida, fet que l'actriu va desmentir amb anàlisis mèdiques al programa de Julián Lago La màquina de la verdad.
L'any 1996 contínua amb María Teresa Campos a Dia a dia, un nou programa a Telecinco. Un any més tard, a la temporada 1997-1998, fitxa per Antena 3 que li confia un nou programa, en el qual comparteix presentació amb Ana Rosa Quintana: Extra Rosa, un espai sobre crònica social.
L'any 1999 la cadena li ofereix fer-se càrrec del magazine matinal Las mañanas de Rosa. L'espai no va poder amb la competència que des de Telecinco li feia María Teresa Campos i va ser retirat tan sols dos mesos després de la seva estrena. Immediatament s'integra com a col·laboradora i comentarista al programa d'Ana Rosa Quintana Sabor a ti (1999-2004).
Després de conduir el programa de debat Grandiosas (2001), a Telecinco al costat de Lolita Flores i Belinda Washington (que no va aconseguir el suport de l'audiència), torna a Antena 3 on ha continuat col·laborant en diferents programes, i ha presentat al costat d'Olga Marset el magazine La vida es rosa (2005) a la franja de tarda.
A la temporada 2006-2007 treballa al programa Las mañanas de Cuatro, al costat de Concha García Campoy i des de setembre de 2007 ho fa en el magazine d'Antena 3 A 3 bandas. En 2012-2013 va fitxar per la 1 de TVE, amb el programa +Gente.
Va ser també col·laboradora habitual de la Cadena SER entre 1998 i 2008 i va intervenir al programa La Ventana. Des de setembre de 2008 col·labora al programa Queremos hablar, de Punto Radio, presentat per Ana García Lozano.
En 2013-2014 col·labora al programa dels dissabtes de Telecinco, Abre los ojos... y mira presentat per Emma García.
En 2015 s'incorpora com tertuliana al programa Amigas y conocidas (La 1) presentat per Inés Ballester.

## Trajectòria en TV
- Pasa la vida (1991-1996) en TVE.
- Hola Raffaella! (1992-1994) en TVE.
- Día a día (1996-1997) en Telecinco.
- A toda página (1997) en Antena 3.
- Extra Rosa (1997-1998) en Antena 3.
- Las mañanas de Rosa (1999) en Antena 3.
- Sabor a ti (1999-2004) en Antena 3.
- Grandiosas (2002) en Telecinco.
- Con T de tarde (2002-2004) en Telemadrid.
- La buena onda de la tarde (2005) en Antena 3.
- Cada día (2004-2005) en Antena 3.
- La vida es rosa (2005) en Antena 3.
- Lo que intTeresa (2006) en Antena 3.
- ¿Dónde estás corazón? (2006) en Antena 3.
- Las Mañanas de Cuatro (2006-2007) a Cuatro.
- A3Bandas (2007) en Antena 3.
- Espejo Público (2007-2013) en Antena 3.
- ¿Dónde estás corazón? (2007 - 2011) en Antena 3.
- 3D (2010) en Antena 3.
- En casa con Cristina (2011) en CYLTV
- La Tarde con Cristina (2012) en CYLTV
- +Gente (2012-2013) en TVE
- Abre los ojos y mira (2013-2014) en Telecinco
- ¡Qué tiempo tan feliz! (2013-) en Telecinco
- El Programa de Ana Rosa (2013-) en Telecinco, col·laboradora ocasional.
- Amigas y conocidas (2015-) en La 1, col·laboradora ocasional.

## Llibres publicats
- La noche de los transistores (1981), con María Beneyto. ISBN 8471401932
- El club de las "santas" (1993). ISBN 9788478803118
- Cuaderno secreto (1996). ISBN 8492143584
- Partir de cero: el duro camino hacia el éxito (1998). ISBN 9788478809219
- Hay vida después de los cincuenta (2003). ISBN 9788497931908
- Querido imbécil (2006). ISBN 9788483462683
- ¡Socorro!: me estoy pareciendo a mi madre (2005), con Carmen Rigalt. ISBN 9788497345033
- Si a los sesenta no te duele nada, es que estás muerta (2010). ISBN 9788484608486
- La princesa Paca: la gran pasión de Rubén Darío (2014), con Manuel Francisco Reina. ISBN 9788401346897